# Jindřichovice (Blatná)
Jindřichovice jsou malá vesnice, část města Blatná v okrese Strakonice v Jihočeském kraji. Nachází se asi 4,5 kilometru jihozápadně od Blatné. Jindřichovice leží v katastrálním území Jindřichovice u Blatenky o rozloze 3,22 km².

## Historie
První písemná zmínka o vesnici pochází z roku 1227.

## Obyvatelstvo
| Rok            | 1869 | 1880 | 1890 | 1900 | 1910 | 1921 | 1930 | 1950 | 1961 | 1970 | 1980 | 1991 | 2001 | 2011 | 2021 |
| -------------- | ---- | ---- | ---- | ---- | ---- | ---- | ---- | ---- | ---- | ---- | ---- | ---- | ---- | ---- | ---- |
| Počet obyvatel | 151  | 133  | 150  | 139  | 120  | 126  | 115  | 91   | 72   | 57   | 36   | 24   | 12   | 9    | 10   |
| Počet domů     | 23   | 23   | 25   | 23   | 23   | 23   | 24   | 24   | 20   | 19   | 17   | 23   | 23   | 6    | 25   |

## Obecní správa
Při sčítání lidu v letech 1850–1929 Jindřichovice byly osadou obce Bratronice v okrese Blatná. V letech 1930–1960 byly samostatnou obcí v okrese Blatná. V letech 1961–1976 byly částí obce Blatenka v okrese Strakonice. Od 1. dubna 1976 jsou částí města Blatná v okrese Strakonice.